# Dattelwein
Dattelwein ist ein alkoholhaltiges Getränk. Wie andere Weine  auch, wird Dattelwein durch Gärung hergestellt. Verwendet wird hierfür eine Mischung aus den Früchten sowie Zucker und Hefe. Traditionell wird er in der orientalischen Küche verwendet, ist aber längst nicht mehr auf diese beschränkt.
Dattelwein bezeichnet darüber hinaus auch eine Tomatensorte.